# Alida Cappellini
Alida Cappellini (Roma, 20 marzo 1943) è un'attrice, doppiatrice e scenografa italiana.

## Biografia
La sua carriera d'attrice comincia nel 1950 con Guardie e ladri. Si diploma nel 1965 all'Accademia delle belle arti come scenografa e costumista. Per tutta la sua carriera lavorerà alternandosi nei tre ruoli.
Interpreta Ada, la sorella di Giannino, nello sceneggiato televisivo Il giornalino di Gian Burrasca di Lina Wertmüller.
È costumista nel film di Carlo Lizzani del 1967 Un fiume di dollari, ed in altri film western e non (L'arcangelo). Firma inoltre gli spot pubblicitari di Richard Laster.
Fino al 1985 recita in parti minori in diversi film. Sempre in quell'anno inizia a collaborare con Giovanni Licheri, insieme al quale realizzerà diverse scenografie televisive: Quelli della notte, Marisa la nuit, Aperto per ferie, D.O.C. : Musica e altro a denominazione d'origine controllata, Indietro tutta!, Piccoli fans e la miniserie Investigatori d'Italia.
Continua tuttora l'attività di scenografa in numerose trasmissioni Rai, come Domenica In 1991, Caro Totò, ti voglio presentare..., Solletico, Le storie di Farland, GT Ragazzi, Cocco di mamma, Quelli che il calcio, Made in Sud nonché per spettacoli di musica lirica e teatro.
Ha doppiato Tatino in Tatino e Tatone e Ding A Ling in Ugo Lupo.

## Filmografia

### Attrice
- Accidenti alle tasse!! (1951)
- Guardie e ladri, regia di Steno (1951)
- Cinque poveri in automobile, regia di Mario Mattoli (1952)
- Canzoni di mezzo secolo (1952)
- Io, mammeta e tu (1958)
- Il giornalino di Gian Burrasca (1964)
- Bordella, regia di Pupi Avati (1976)
- Teste di quoio, regia di Giorgio Capitani (1981)
- La moglie ingenua e il marito malato (1989) (non accreditata)

### Scenografa
- L'arcangelo, regia di Giorgio Capitani (1969)
- Arrivederci e grazie (1988)
- Un cane sciolto (1990)
- Le faremo tanto male (1998)
- Baldini e Simoni (1999)
- Il destino ha quattro zampe (2002)

## Doppiaggio

### Film cinema
- Kitty Winn in L'esorcista
- Claude Jade in Number one
- Veronica Cartwright in Alien
- Rita Pavone in Rita, la figlia americana
- Ilona Staller in La liceale

### Serie televisive
- Gabrielle Drake in UFO
- Beth Howland in Alice
- Lisa Raymond in Cuore e batticuore

### Film d'animazione
- Patty in Arriva Charlie Brown
- Barbabella e Carlotta in Le avventure di Barbapapà
- Lucy van Pelt, Linus van Pelt in Snoopy cane contestatore

### Cartoni animati
- Tatino in Tatino e Tatone
- Ding A Ling in Ugo Lupo
- Piera in C'era una volta... l'uomo (1° doppiaggio)

## Prosa televisiva Rai
- Il potere e la gloria, regia di Luigi Squarzina, trasmessa il 24 agosto 1955.
- L'albergo del libero scambio di Georges Feydeau e Maurice Desvallières, regia di Flaminio Bollini, trasmesso nel 1977.